# Бондаренко, Филипп Семёнович
Филипп Семёнович Бондаренко (21 октября 1905, станица Тепикинская, область Войска Донского — 8 февраля 1993, Днепропетровск) — советский, украинский шахматный композитор; международный мастер (1979) и международный арбитр (1966) по шахматной композиции. Автор ряда книг по вопросам этюдной композиции. Участник 7 личных чемпионатов СССР и многих конкурсов, где удостоен 260 отличий, в том числе 35 первых и вторых призов. С 1924 опубликовал около 1200 композиций, преимущественно этюдов и задач на сказочные темы. Полковник милиции.

## Задачи
|   | a | b | c | d | e | f | g | h |   |
| - | --- | --- | --- | --- | --- | --- | --- | --- | - |
| 8 | c8 белый слон · e8 чёрный ферзь · f8 чёрный король · d7 чёрная пешка · g7 чёрная пешка · d6 белая пешка · g6 белая пешка · a5 чёрная пешка · d5 белый конь · a4 белая пешка · b4 чёрная пешка · d4 белый король · h4 чёрная пешка · h3 белая пешка · a2 белая пешка · c2 белая пешка | c8 белый слон · e8 чёрный ферзь · f8 чёрный король · d7 чёрная пешка · g7 чёрная пешка · d6 белая пешка · g6 белая пешка · a5 чёрная пешка · d5 белый конь · a4 белая пешка · b4 чёрная пешка · d4 белый король · h4 чёрная пешка · h3 белая пешка · a2 белая пешка · c2 белая пешка | c8 белый слон · e8 чёрный ферзь · f8 чёрный король · d7 чёрная пешка · g7 чёрная пешка · d6 белая пешка · g6 белая пешка · a5 чёрная пешка · d5 белый конь · a4 белая пешка · b4 чёрная пешка · d4 белый король · h4 чёрная пешка · h3 белая пешка · a2 белая пешка · c2 белая пешка | c8 белый слон · e8 чёрный ферзь · f8 чёрный король · d7 чёрная пешка · g7 чёрная пешка · d6 белая пешка · g6 белая пешка · a5 чёрная пешка · d5 белый конь · a4 белая пешка · b4 чёрная пешка · d4 белый король · h4 чёрная пешка · h3 белая пешка · a2 белая пешка · c2 белая пешка | c8 белый слон · e8 чёрный ферзь · f8 чёрный король · d7 чёрная пешка · g7 чёрная пешка · d6 белая пешка · g6 белая пешка · a5 чёрная пешка · d5 белый конь · a4 белая пешка · b4 чёрная пешка · d4 белый король · h4 чёрная пешка · h3 белая пешка · a2 белая пешка · c2 белая пешка | c8 белый слон · e8 чёрный ферзь · f8 чёрный король · d7 чёрная пешка · g7 чёрная пешка · d6 белая пешка · g6 белая пешка · a5 чёрная пешка · d5 белый конь · a4 белая пешка · b4 чёрная пешка · d4 белый король · h4 чёрная пешка · h3 белая пешка · a2 белая пешка · c2 белая пешка | c8 белый слон · e8 чёрный ферзь · f8 чёрный король · d7 чёрная пешка · g7 чёрная пешка · d6 белая пешка · g6 белая пешка · a5 чёрная пешка · d5 белый конь · a4 белая пешка · b4 чёрная пешка · d4 белый король · h4 чёрная пешка · h3 белая пешка · a2 белая пешка · c2 белая пешка | c8 белый слон · e8 чёрный ферзь · f8 чёрный король · d7 чёрная пешка · g7 чёрная пешка · d6 белая пешка · g6 белая пешка · a5 чёрная пешка · d5 белый конь · a4 белая пешка · b4 чёрная пешка · d4 белый король · h4 чёрная пешка · h3 белая пешка · a2 белая пешка · c2 белая пешка | 8 |
| 7 | c8 белый слон · e8 чёрный ферзь · f8 чёрный король · d7 чёрная пешка · g7 чёрная пешка · d6 белая пешка · g6 белая пешка · a5 чёрная пешка · d5 белый конь · a4 белая пешка · b4 чёрная пешка · d4 белый король · h4 чёрная пешка · h3 белая пешка · a2 белая пешка · c2 белая пешка | c8 белый слон · e8 чёрный ферзь · f8 чёрный король · d7 чёрная пешка · g7 чёрная пешка · d6 белая пешка · g6 белая пешка · a5 чёрная пешка · d5 белый конь · a4 белая пешка · b4 чёрная пешка · d4 белый король · h4 чёрная пешка · h3 белая пешка · a2 белая пешка · c2 белая пешка | c8 белый слон · e8 чёрный ферзь · f8 чёрный король · d7 чёрная пешка · g7 чёрная пешка · d6 белая пешка · g6 белая пешка · a5 чёрная пешка · d5 белый конь · a4 белая пешка · b4 чёрная пешка · d4 белый король · h4 чёрная пешка · h3 белая пешка · a2 белая пешка · c2 белая пешка | c8 белый слон · e8 чёрный ферзь · f8 чёрный король · d7 чёрная пешка · g7 чёрная пешка · d6 белая пешка · g6 белая пешка · a5 чёрная пешка · d5 белый конь · a4 белая пешка · b4 чёрная пешка · d4 белый король · h4 чёрная пешка · h3 белая пешка · a2 белая пешка · c2 белая пешка | c8 белый слон · e8 чёрный ферзь · f8 чёрный король · d7 чёрная пешка · g7 чёрная пешка · d6 белая пешка · g6 белая пешка · a5 чёрная пешка · d5 белый конь · a4 белая пешка · b4 чёрная пешка · d4 белый король · h4 чёрная пешка · h3 белая пешка · a2 белая пешка · c2 белая пешка | c8 белый слон · e8 чёрный ферзь · f8 чёрный король · d7 чёрная пешка · g7 чёрная пешка · d6 белая пешка · g6 белая пешка · a5 чёрная пешка · d5 белый конь · a4 белая пешка · b4 чёрная пешка · d4 белый король · h4 чёрная пешка · h3 белая пешка · a2 белая пешка · c2 белая пешка | c8 белый слон · e8 чёрный ферзь · f8 чёрный король · d7 чёрная пешка · g7 чёрная пешка · d6 белая пешка · g6 белая пешка · a5 чёрная пешка · d5 белый конь · a4 белая пешка · b4 чёрная пешка · d4 белый король · h4 чёрная пешка · h3 белая пешка · a2 белая пешка · c2 белая пешка | c8 белый слон · e8 чёрный ферзь · f8 чёрный король · d7 чёрная пешка · g7 чёрная пешка · d6 белая пешка · g6 белая пешка · a5 чёрная пешка · d5 белый конь · a4 белая пешка · b4 чёрная пешка · d4 белый король · h4 чёрная пешка · h3 белая пешка · a2 белая пешка · c2 белая пешка | 7 |
| 6 | c8 белый слон · e8 чёрный ферзь · f8 чёрный король · d7 чёрная пешка · g7 чёрная пешка · d6 белая пешка · g6 белая пешка · a5 чёрная пешка · d5 белый конь · a4 белая пешка · b4 чёрная пешка · d4 белый король · h4 чёрная пешка · h3 белая пешка · a2 белая пешка · c2 белая пешка | c8 белый слон · e8 чёрный ферзь · f8 чёрный король · d7 чёрная пешка · g7 чёрная пешка · d6 белая пешка · g6 белая пешка · a5 чёрная пешка · d5 белый конь · a4 белая пешка · b4 чёрная пешка · d4 белый король · h4 чёрная пешка · h3 белая пешка · a2 белая пешка · c2 белая пешка | c8 белый слон · e8 чёрный ферзь · f8 чёрный король · d7 чёрная пешка · g7 чёрная пешка · d6 белая пешка · g6 белая пешка · a5 чёрная пешка · d5 белый конь · a4 белая пешка · b4 чёрная пешка · d4 белый король · h4 чёрная пешка · h3 белая пешка · a2 белая пешка · c2 белая пешка | c8 белый слон · e8 чёрный ферзь · f8 чёрный король · d7 чёрная пешка · g7 чёрная пешка · d6 белая пешка · g6 белая пешка · a5 чёрная пешка · d5 белый конь · a4 белая пешка · b4 чёрная пешка · d4 белый король · h4 чёрная пешка · h3 белая пешка · a2 белая пешка · c2 белая пешка | c8 белый слон · e8 чёрный ферзь · f8 чёрный король · d7 чёрная пешка · g7 чёрная пешка · d6 белая пешка · g6 белая пешка · a5 чёрная пешка · d5 белый конь · a4 белая пешка · b4 чёрная пешка · d4 белый король · h4 чёрная пешка · h3 белая пешка · a2 белая пешка · c2 белая пешка | c8 белый слон · e8 чёрный ферзь · f8 чёрный король · d7 чёрная пешка · g7 чёрная пешка · d6 белая пешка · g6 белая пешка · a5 чёрная пешка · d5 белый конь · a4 белая пешка · b4 чёрная пешка · d4 белый король · h4 чёрная пешка · h3 белая пешка · a2 белая пешка · c2 белая пешка | c8 белый слон · e8 чёрный ферзь · f8 чёрный король · d7 чёрная пешка · g7 чёрная пешка · d6 белая пешка · g6 белая пешка · a5 чёрная пешка · d5 белый конь · a4 белая пешка · b4 чёрная пешка · d4 белый король · h4 чёрная пешка · h3 белая пешка · a2 белая пешка · c2 белая пешка | c8 белый слон · e8 чёрный ферзь · f8 чёрный король · d7 чёрная пешка · g7 чёрная пешка · d6 белая пешка · g6 белая пешка · a5 чёрная пешка · d5 белый конь · a4 белая пешка · b4 чёрная пешка · d4 белый король · h4 чёрная пешка · h3 белая пешка · a2 белая пешка · c2 белая пешка | 6 |
| 5 | c8 белый слон · e8 чёрный ферзь · f8 чёрный король · d7 чёрная пешка · g7 чёрная пешка · d6 белая пешка · g6 белая пешка · a5 чёрная пешка · d5 белый конь · a4 белая пешка · b4 чёрная пешка · d4 белый король · h4 чёрная пешка · h3 белая пешка · a2 белая пешка · c2 белая пешка | c8 белый слон · e8 чёрный ферзь · f8 чёрный король · d7 чёрная пешка · g7 чёрная пешка · d6 белая пешка · g6 белая пешка · a5 чёрная пешка · d5 белый конь · a4 белая пешка · b4 чёрная пешка · d4 белый король · h4 чёрная пешка · h3 белая пешка · a2 белая пешка · c2 белая пешка | c8 белый слон · e8 чёрный ферзь · f8 чёрный король · d7 чёрная пешка · g7 чёрная пешка · d6 белая пешка · g6 белая пешка · a5 чёрная пешка · d5 белый конь · a4 белая пешка · b4 чёрная пешка · d4 белый король · h4 чёрная пешка · h3 белая пешка · a2 белая пешка · c2 белая пешка | c8 белый слон · e8 чёрный ферзь · f8 чёрный король · d7 чёрная пешка · g7 чёрная пешка · d6 белая пешка · g6 белая пешка · a5 чёрная пешка · d5 белый конь · a4 белая пешка · b4 чёрная пешка · d4 белый король · h4 чёрная пешка · h3 белая пешка · a2 белая пешка · c2 белая пешка | c8 белый слон · e8 чёрный ферзь · f8 чёрный король · d7 чёрная пешка · g7 чёрная пешка · d6 белая пешка · g6 белая пешка · a5 чёрная пешка · d5 белый конь · a4 белая пешка · b4 чёрная пешка · d4 белый король · h4 чёрная пешка · h3 белая пешка · a2 белая пешка · c2 белая пешка | c8 белый слон · e8 чёрный ферзь · f8 чёрный король · d7 чёрная пешка · g7 чёрная пешка · d6 белая пешка · g6 белая пешка · a5 чёрная пешка · d5 белый конь · a4 белая пешка · b4 чёрная пешка · d4 белый король · h4 чёрная пешка · h3 белая пешка · a2 белая пешка · c2 белая пешка | c8 белый слон · e8 чёрный ферзь · f8 чёрный король · d7 чёрная пешка · g7 чёрная пешка · d6 белая пешка · g6 белая пешка · a5 чёрная пешка · d5 белый конь · a4 белая пешка · b4 чёрная пешка · d4 белый король · h4 чёрная пешка · h3 белая пешка · a2 белая пешка · c2 белая пешка | c8 белый слон · e8 чёрный ферзь · f8 чёрный король · d7 чёрная пешка · g7 чёрная пешка · d6 белая пешка · g6 белая пешка · a5 чёрная пешка · d5 белый конь · a4 белая пешка · b4 чёрная пешка · d4 белый король · h4 чёрная пешка · h3 белая пешка · a2 белая пешка · c2 белая пешка | 5 |
| 4 | c8 белый слон · e8 чёрный ферзь · f8 чёрный король · d7 чёрная пешка · g7 чёрная пешка · d6 белая пешка · g6 белая пешка · a5 чёрная пешка · d5 белый конь · a4 белая пешка · b4 чёрная пешка · d4 белый король · h4 чёрная пешка · h3 белая пешка · a2 белая пешка · c2 белая пешка | c8 белый слон · e8 чёрный ферзь · f8 чёрный король · d7 чёрная пешка · g7 чёрная пешка · d6 белая пешка · g6 белая пешка · a5 чёрная пешка · d5 белый конь · a4 белая пешка · b4 чёрная пешка · d4 белый король · h4 чёрная пешка · h3 белая пешка · a2 белая пешка · c2 белая пешка | c8 белый слон · e8 чёрный ферзь · f8 чёрный король · d7 чёрная пешка · g7 чёрная пешка · d6 белая пешка · g6 белая пешка · a5 чёрная пешка · d5 белый конь · a4 белая пешка · b4 чёрная пешка · d4 белый король · h4 чёрная пешка · h3 белая пешка · a2 белая пешка · c2 белая пешка | c8 белый слон · e8 чёрный ферзь · f8 чёрный король · d7 чёрная пешка · g7 чёрная пешка · d6 белая пешка · g6 белая пешка · a5 чёрная пешка · d5 белый конь · a4 белая пешка · b4 чёрная пешка · d4 белый король · h4 чёрная пешка · h3 белая пешка · a2 белая пешка · c2 белая пешка | c8 белый слон · e8 чёрный ферзь · f8 чёрный король · d7 чёрная пешка · g7 чёрная пешка · d6 белая пешка · g6 белая пешка · a5 чёрная пешка · d5 белый конь · a4 белая пешка · b4 чёрная пешка · d4 белый король · h4 чёрная пешка · h3 белая пешка · a2 белая пешка · c2 белая пешка | c8 белый слон · e8 чёрный ферзь · f8 чёрный король · d7 чёрная пешка · g7 чёрная пешка · d6 белая пешка · g6 белая пешка · a5 чёрная пешка · d5 белый конь · a4 белая пешка · b4 чёрная пешка · d4 белый король · h4 чёрная пешка · h3 белая пешка · a2 белая пешка · c2 белая пешка | c8 белый слон · e8 чёрный ферзь · f8 чёрный король · d7 чёрная пешка · g7 чёрная пешка · d6 белая пешка · g6 белая пешка · a5 чёрная пешка · d5 белый конь · a4 белая пешка · b4 чёрная пешка · d4 белый король · h4 чёрная пешка · h3 белая пешка · a2 белая пешка · c2 белая пешка | c8 белый слон · e8 чёрный ферзь · f8 чёрный король · d7 чёрная пешка · g7 чёрная пешка · d6 белая пешка · g6 белая пешка · a5 чёрная пешка · d5 белый конь · a4 белая пешка · b4 чёрная пешка · d4 белый король · h4 чёрная пешка · h3 белая пешка · a2 белая пешка · c2 белая пешка | 4 |
| 3 | c8 белый слон · e8 чёрный ферзь · f8 чёрный король · d7 чёрная пешка · g7 чёрная пешка · d6 белая пешка · g6 белая пешка · a5 чёрная пешка · d5 белый конь · a4 белая пешка · b4 чёрная пешка · d4 белый король · h4 чёрная пешка · h3 белая пешка · a2 белая пешка · c2 белая пешка | c8 белый слон · e8 чёрный ферзь · f8 чёрный король · d7 чёрная пешка · g7 чёрная пешка · d6 белая пешка · g6 белая пешка · a5 чёрная пешка · d5 белый конь · a4 белая пешка · b4 чёрная пешка · d4 белый король · h4 чёрная пешка · h3 белая пешка · a2 белая пешка · c2 белая пешка | c8 белый слон · e8 чёрный ферзь · f8 чёрный король · d7 чёрная пешка · g7 чёрная пешка · d6 белая пешка · g6 белая пешка · a5 чёрная пешка · d5 белый конь · a4 белая пешка · b4 чёрная пешка · d4 белый король · h4 чёрная пешка · h3 белая пешка · a2 белая пешка · c2 белая пешка | c8 белый слон · e8 чёрный ферзь · f8 чёрный король · d7 чёрная пешка · g7 чёрная пешка · d6 белая пешка · g6 белая пешка · a5 чёрная пешка · d5 белый конь · a4 белая пешка · b4 чёрная пешка · d4 белый король · h4 чёрная пешка · h3 белая пешка · a2 белая пешка · c2 белая пешка | c8 белый слон · e8 чёрный ферзь · f8 чёрный король · d7 чёрная пешка · g7 чёрная пешка · d6 белая пешка · g6 белая пешка · a5 чёрная пешка · d5 белый конь · a4 белая пешка · b4 чёрная пешка · d4 белый король · h4 чёрная пешка · h3 белая пешка · a2 белая пешка · c2 белая пешка | c8 белый слон · e8 чёрный ферзь · f8 чёрный король · d7 чёрная пешка · g7 чёрная пешка · d6 белая пешка · g6 белая пешка · a5 чёрная пешка · d5 белый конь · a4 белая пешка · b4 чёрная пешка · d4 белый король · h4 чёрная пешка · h3 белая пешка · a2 белая пешка · c2 белая пешка | c8 белый слон · e8 чёрный ферзь · f8 чёрный король · d7 чёрная пешка · g7 чёрная пешка · d6 белая пешка · g6 белая пешка · a5 чёрная пешка · d5 белый конь · a4 белая пешка · b4 чёрная пешка · d4 белый король · h4 чёрная пешка · h3 белая пешка · a2 белая пешка · c2 белая пешка | c8 белый слон · e8 чёрный ферзь · f8 чёрный король · d7 чёрная пешка · g7 чёрная пешка · d6 белая пешка · g6 белая пешка · a5 чёрная пешка · d5 белый конь · a4 белая пешка · b4 чёрная пешка · d4 белый король · h4 чёрная пешка · h3 белая пешка · a2 белая пешка · c2 белая пешка | 3 |
| 2 | c8 белый слон · e8 чёрный ферзь · f8 чёрный король · d7 чёрная пешка · g7 чёрная пешка · d6 белая пешка · g6 белая пешка · a5 чёрная пешка · d5 белый конь · a4 белая пешка · b4 чёрная пешка · d4 белый король · h4 чёрная пешка · h3 белая пешка · a2 белая пешка · c2 белая пешка | c8 белый слон · e8 чёрный ферзь · f8 чёрный король · d7 чёрная пешка · g7 чёрная пешка · d6 белая пешка · g6 белая пешка · a5 чёрная пешка · d5 белый конь · a4 белая пешка · b4 чёрная пешка · d4 белый король · h4 чёрная пешка · h3 белая пешка · a2 белая пешка · c2 белая пешка | c8 белый слон · e8 чёрный ферзь · f8 чёрный король · d7 чёрная пешка · g7 чёрная пешка · d6 белая пешка · g6 белая пешка · a5 чёрная пешка · d5 белый конь · a4 белая пешка · b4 чёрная пешка · d4 белый король · h4 чёрная пешка · h3 белая пешка · a2 белая пешка · c2 белая пешка | c8 белый слон · e8 чёрный ферзь · f8 чёрный король · d7 чёрная пешка · g7 чёрная пешка · d6 белая пешка · g6 белая пешка · a5 чёрная пешка · d5 белый конь · a4 белая пешка · b4 чёрная пешка · d4 белый король · h4 чёрная пешка · h3 белая пешка · a2 белая пешка · c2 белая пешка | c8 белый слон · e8 чёрный ферзь · f8 чёрный король · d7 чёрная пешка · g7 чёрная пешка · d6 белая пешка · g6 белая пешка · a5 чёрная пешка · d5 белый конь · a4 белая пешка · b4 чёрная пешка · d4 белый король · h4 чёрная пешка · h3 белая пешка · a2 белая пешка · c2 белая пешка | c8 белый слон · e8 чёрный ферзь · f8 чёрный король · d7 чёрная пешка · g7 чёрная пешка · d6 белая пешка · g6 белая пешка · a5 чёрная пешка · d5 белый конь · a4 белая пешка · b4 чёрная пешка · d4 белый король · h4 чёрная пешка · h3 белая пешка · a2 белая пешка · c2 белая пешка | c8 белый слон · e8 чёрный ферзь · f8 чёрный король · d7 чёрная пешка · g7 чёрная пешка · d6 белая пешка · g6 белая пешка · a5 чёрная пешка · d5 белый конь · a4 белая пешка · b4 чёрная пешка · d4 белый король · h4 чёрная пешка · h3 белая пешка · a2 белая пешка · c2 белая пешка | c8 белый слон · e8 чёрный ферзь · f8 чёрный король · d7 чёрная пешка · g7 чёрная пешка · d6 белая пешка · g6 белая пешка · a5 чёрная пешка · d5 белый конь · a4 белая пешка · b4 чёрная пешка · d4 белый король · h4 чёрная пешка · h3 белая пешка · a2 белая пешка · c2 белая пешка | 2 |
| 1 | c8 белый слон · e8 чёрный ферзь · f8 чёрный король · d7 чёрная пешка · g7 чёрная пешка · d6 белая пешка · g6 белая пешка · a5 чёрная пешка · d5 белый конь · a4 белая пешка · b4 чёрная пешка · d4 белый король · h4 чёрная пешка · h3 белая пешка · a2 белая пешка · c2 белая пешка | c8 белый слон · e8 чёрный ферзь · f8 чёрный король · d7 чёрная пешка · g7 чёрная пешка · d6 белая пешка · g6 белая пешка · a5 чёрная пешка · d5 белый конь · a4 белая пешка · b4 чёрная пешка · d4 белый король · h4 чёрная пешка · h3 белая пешка · a2 белая пешка · c2 белая пешка | c8 белый слон · e8 чёрный ферзь · f8 чёрный король · d7 чёрная пешка · g7 чёрная пешка · d6 белая пешка · g6 белая пешка · a5 чёрная пешка · d5 белый конь · a4 белая пешка · b4 чёрная пешка · d4 белый король · h4 чёрная пешка · h3 белая пешка · a2 белая пешка · c2 белая пешка | c8 белый слон · e8 чёрный ферзь · f8 чёрный король · d7 чёрная пешка · g7 чёрная пешка · d6 белая пешка · g6 белая пешка · a5 чёрная пешка · d5 белый конь · a4 белая пешка · b4 чёрная пешка · d4 белый король · h4 чёрная пешка · h3 белая пешка · a2 белая пешка · c2 белая пешка | c8 белый слон · e8 чёрный ферзь · f8 чёрный король · d7 чёрная пешка · g7 чёрная пешка · d6 белая пешка · g6 белая пешка · a5 чёрная пешка · d5 белый конь · a4 белая пешка · b4 чёрная пешка · d4 белый король · h4 чёрная пешка · h3 белая пешка · a2 белая пешка · c2 белая пешка | c8 белый слон · e8 чёрный ферзь · f8 чёрный король · d7 чёрная пешка · g7 чёрная пешка · d6 белая пешка · g6 белая пешка · a5 чёрная пешка · d5 белый конь · a4 белая пешка · b4 чёрная пешка · d4 белый король · h4 чёрная пешка · h3 белая пешка · a2 белая пешка · c2 белая пешка | c8 белый слон · e8 чёрный ферзь · f8 чёрный король · d7 чёрная пешка · g7 чёрная пешка · d6 белая пешка · g6 белая пешка · a5 чёрная пешка · d5 белый конь · a4 белая пешка · b4 чёрная пешка · d4 белый король · h4 чёрная пешка · h3 белая пешка · a2 белая пешка · c2 белая пешка | c8 белый слон · e8 чёрный ферзь · f8 чёрный король · d7 чёрная пешка · g7 чёрная пешка · d6 белая пешка · g6 белая пешка · a5 чёрная пешка · d5 белый конь · a4 белая пешка · b4 чёрная пешка · d4 белый король · h4 чёрная пешка · h3 белая пешка · a2 белая пешка · c2 белая пешка | 1 |
|   | a | b | c | d | e | f | g | h |   |

1.Ке7! Фd8 2.Крс5 Кре8 3.Крb5 Kpf8 4.Кра6 Кре8 

5.Кра7! Kpf8 6.Сb7 Кре8 7.Cd5 Kpf8 8.Cf7 b3 9.С:b3 (9.ab? Фb8+ 10.Кр: b8 — пат) 

9. … Кре8 10.с4 Kpf8 11.с5 Кре8 12.Cd5 Kpf8 

13.Сb7 Кре8 14.Сс8 Kpf8 15.Кра6 Кре8 16.Крb5, 

затем белый король забирает пешку h4 и продвижение пешки «h» решает исход борьбы.

## Книги
- Шахматный этюд на Украине, К., 1966 (соавтор, на украинском языке);
- Галерея шахматных этюдистов, М., 1968;
- Этюд в пешечном окончании, М., 1973;
- Становление шахматного этюда, К., 1980;
- Развитие шахматного этюда, К., 1982;
- Триумф советского шахматного этюда, К., 1984.
- Современный шахматный этюд, К., 1987.